# Campdevánol
Campdevánol (oficialmente y en catalán Campdevànol), antiguamente llamado San Cristóbal de Campdevanol, es un municipio español de la comarca del Ripollés en la provincia de Gerona, Cataluña, al norte de Ripoll, a la derecha del río Freser y de su afluente el Merdàs.

## Geografía
Integrado en la comarca de Ripollés, se sitúa a 90 kilómetros de la capital provincial. El término municipal está atravesado por la carretera nacional N-260, entre los pK 120 y 123, y por la carretera provincial GI-402, que se dirige hacia Gombreny. 
| Noroeste: Campellas  | Norte: Ribas de Freser | Nordeste: Ogassa |
| Oeste: Gombreny      |                        | Este: Ripoll     |
| Suroeste: Las Llosas | Sur: Ripoll            | Sureste: Ripoll  |

El relieve del municipio es montañoso, incluyendo territorios de la sierra de Montgrony al noroeste y de la sierra de Sant Marc al suroeste. Los cursos fluviales que drenan el municipio son el río Merdàs y el río Freser, en el que desemboca el anterior. La altitud oscila entre los 1760 m en el extremo noroccidental, en la sierra de Montgrony, y los 710 m a orillas del río Freser. Destaca el pico del Cuàs (1410 m) al norte, en el límite con Ribas de Freser. El pueblo se alza a 753 m sobre el nivel del mar.

## Demografía
Campdevánol cuenta con una población de 3262 habitantes (INE 2024).
| Gráfica de evolución demográfica de Campdevánol entre 1842 y 2021 |
| |
| Población de derecho según los censos de población del INE Población de hecho según los censos de población del INEEn 1857 crece el término del municipio porque incorpora a San Quintín de Puigrodón En 1900 crece el término del municipio porque incorpora a San Lorenzo |

Entre los años 1842 de 1857 (datos censales), crece el término del municipio porque incorpora a San Quintín de Puigrodón.
A fines del siglo XIX, crece el término del municipio porque incorpora al municipio de San Lorenzo.

## Etimología
Durante la entrada de los vándalos en la Península, en el siglo IV d. C., se cree que tal tribu estableció un campamento en las cercanías del actual pueblo, de ahí el nombre Campdevánol ("Campo de Vándalos", o en catalán, "Camp de Vàndals").

## Comunicaciones
Estación de ferrocarril de la línea Barcelona - Latour-de-Carol.

## Economía
Industria metalúrgica y textil.

## Historia
Antiguamente era llamado San Cristóbal de Campdevanol. Incluye los antiguos pueblos independientes de San Quintín de Puigrodón (Sant Quintí de Puigrodon) y San Lorenzo (Sant Llorenç). Este último incluía Armancias (Sant Martí d'Armàncies) y San Pedro de Huire (Sant Pere d'Aüira). Todos estos pueblos se integraron en un único municipio en el siglo XIX.

## Monumentos y lugares de interés

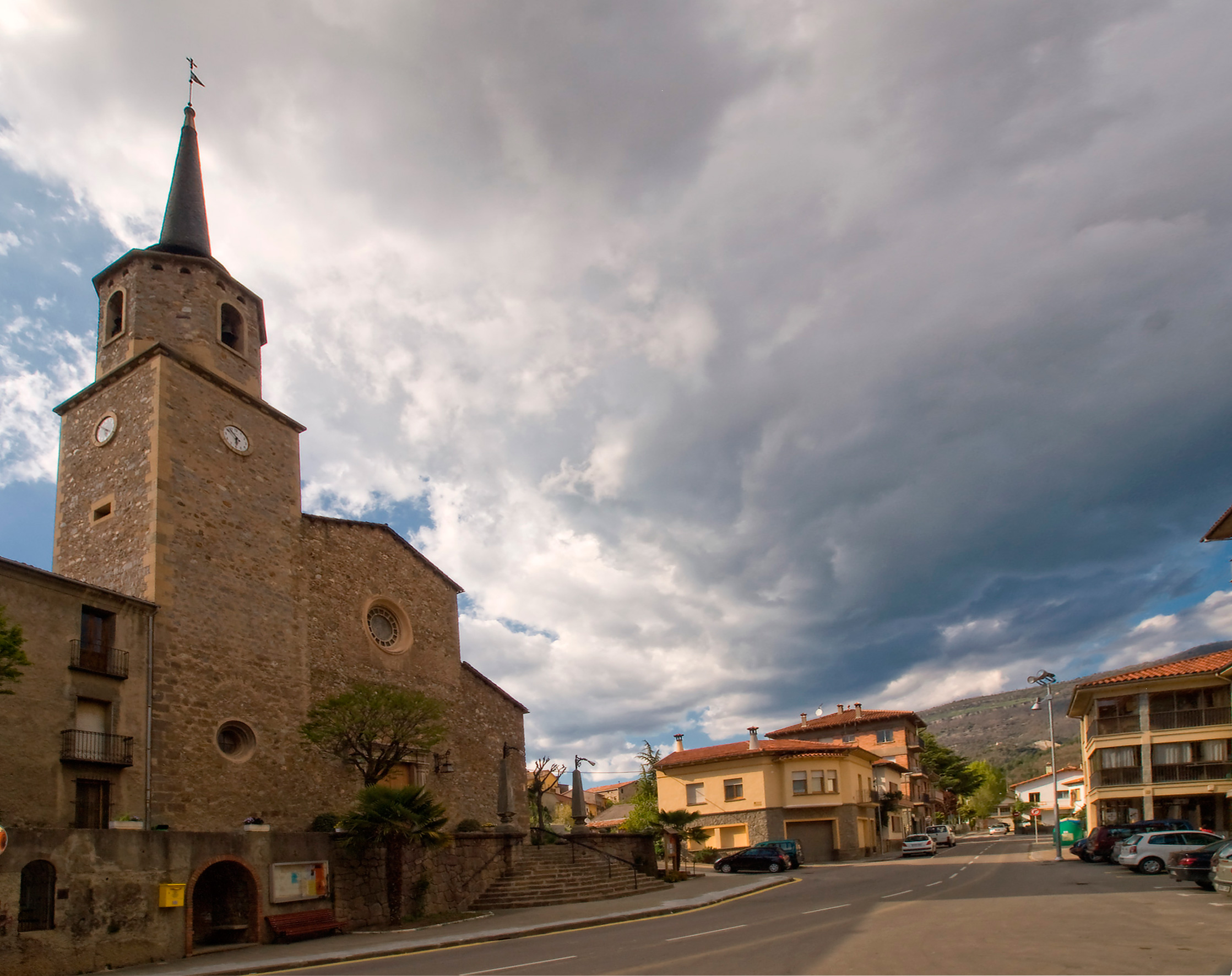
Iglesia parroquial de Campdevánol.

- Ermita de San Martín
- Ermita de San Pedro de Huire

## Cultura
Fiesta mayor: conocida como "La Gala" se celebra el tercer domingo de septiembre. El acto más destacado es la danza de la Gala o Dansa de Campdevànol.

## Hermanamiento
- Valldemosa, España